# آسی‌یالان
آسی‌یالان (انگلیسی: Asiyalan) یک شهرک در شهرستان ایشیمبایسکی استان باشقیرستان کشور روسیه است.